# ザ・フロート@マリーナ・ベイ
座標: 北緯1度17分18秒 東経103度51分32秒 / 北緯1.28833度 東経103.85889度
ザ・フロート@マリーナ・ベイ (The Float@Marina Bay) は、シンガポール、マリーナ・ベイ地区の海上に設置された世界最大の浮遊式ステージ。マリーナ・ベイ・フローティング・プラットフォーム（中国語: 滨海湾浮动舞台、マレー語: Pentas Terapung Teluk Marina、タミル語: மரீனா பே மிதக்கும் மேடை）とも呼ばれる。
全てがスチールによって作られたプラットフォームの広さは、縦幅120メートル、横幅83メートルに及び、サッカー用のフィールドとしてはナショナルスタジアムより5パーセントほど大きい。プラットフォームは1070トンまでの重量が積載可能であり、これは9000人の人間と200トンの舞台装置、30トンの軍用車両を合わせた総重量に等しい。
浮遊式会場は2007年より5年間、マリーナ・ベイにおけるスポーツ、コンサート、展示会、文化的な催し等のイベントのために使用されるほか、2014年までナショナル・デイ・パレードの主会場として使用された。ナショナル・デイ・パレードは2015年はThe Padangの特設会場、2016年はカランのスポーツハブに完成の新ナショナルスタジアムで開催されたが、2017年は、再びザ・フロートでの開催となる。
また、スタンドとプラットフォームの間はF1シンガポールグランプリで使用されるシンガポール市街地コースの一部にもなっており、17-18番目のコーナーが設置されている。このコーナーはネルソン・ピケJr.のクラッシュゲート事件の舞台としても知られる。
2010年に開催されたシンガポールユースオリンピックでは開会式、閉会式の会場となった。